# Nishi-ku (Kōbe)
Nishi-ku (japanisch 西区 ‚Bezirk West‘) ist ein Stadtbezirk (ku) von Kōbe. Er ist mit 137,82 km² der flächenmäßig zweitgrößte von neun in Kōbe.

## Geografie
Der Bezirk schließt sich an den Westen des Rokkōmassivs an und umfasst einen Teil des Ostendes der Banshū-Ebene, grenzt an die Stadt Akashi und reicht bis an die Stadt Miki. Nishi-ku liegt damit etwas abseits der Innenstadt, bietet davon abgesehen aber gute Wohnqualität, viel Platz und sehr viel Grün.

## Verkehr
Die Seishin-Yamate-Linie der U-Bahn von Kōbe reicht bis zur Satellitenstadt Seishin und durchquert dabei das ebenfalls in den 1980ern angelegte Universitäts- und Wohnviertel Gakuentoshi.

## Bildung
In Nishi-ku finden sich neben der Präfekturuniversität Hyōgo und der städtischen Fremdsprachenhochschule Kōbe noch vier weitere Universitäten bzw. Hochschulen.

## Sehenswürdigkeiten
Sehenswürdigkeiten sind der Tempel Taisan-ji (太山寺) und ein auf Honshū liegender Teil des neu eröffneten Akashi-Kaikyō National Government Park nördlich und südlich der Akashi-Kaikyō-Brücke.